# Рабинович, Михаил Израилевич
Михаи́л Изра́илевич Рабино́вич (20 апреля 1941, Горький, Горьковская область, РСФСР — 31 марта 2025) — советский и американский учёный-физик, доктор физико-математических наук, специалист по теории колебаний и волн, динамическому хаосу и теории турбулентности, физике классических нелинейных полей. Писал стихи.

## Биография
- В 1962 году окончил Горьковский государственный университет.
- Работал в Институте прикладной физики АН СССР (г. Горький)[6].
- В 1986 году участвовал в написании шестого тома «Курса теоретической физики Ландау и Лифшица»[5].
- 7 декабря 1991 года был избран членом-корреспондентом РАН.
- C 1992 года работал в Университете Калифорнии в Сан-Диего[7][8].
- С 2008 года являлся членом Нижегородского научного центра РАН[9].
- В 2013 году выступил против реформы РАН[10].

Публиковался также в области когнитивных наук и психопатологии.

## Также
- Rabinovich-Fabrikant equations

## Публикации
- Principles of Brain Dynamics: Global State Interactions (Computational Neuroscience Series). The MIT Press, 2012. — 360 pp.